# Elsepaß
Elsepaß is een buurtschap van de Duitse stad Emmerik, gelegen in de deelstaat Noordrijn-Westfalen. Elsepaß ligt juist ten noorden van de stad Emmerik ingeklemd tussen de Emmerikse bebouwing en de rijksgrens met Nederland. Aan Nederlandse zijde ligt de plaats 's-Heerenberg. Oostelijk van Elsepaß ligt het Emmerikse ortsteil Klein-Netterden en de buurtschap Speelberg en ten westen liggen de stadsdelen Borghees en Hüthum. 
Elsepaß is gelegen ten westen van de 's-Heerenberger Straße (Bundesstraße 220) en wordt noordelijk doorsneden door de A3 (Arnhem-Oberhausen). 
Het is een dunbevolkt gebied met een boslaan, enkele boerderijen aan natuurlijk glooiende essen en een soort woonerf met circa vijftig woningen. De sloot Elsepassgraben verloopt grotendeels parallel aan de Elsepaßweg en komt bij 's-Heerenberg uit in de grensbeek Die Wild. Het laatste gedeelte van de Elsepaßweg ligt direct aan de Elsepassgraben. De weg eindigt aan de autosnelweg bij enkele woningen. De sloot kruist de autosnelweg door middel van een duiker. Fietsers en wandelaars kunnen Stokkum bereiken over een klein viaduct en een fietsbruggetje bij de Linthorst.
Ook in 's-Heerenberg vindt men een 'Elsepasweg', deze weg verloopt aan de rijksgrens tussen het Grenskanaal en het bedrijventerrein 't Goor - de Immenhorst.

## Afbeeldingen

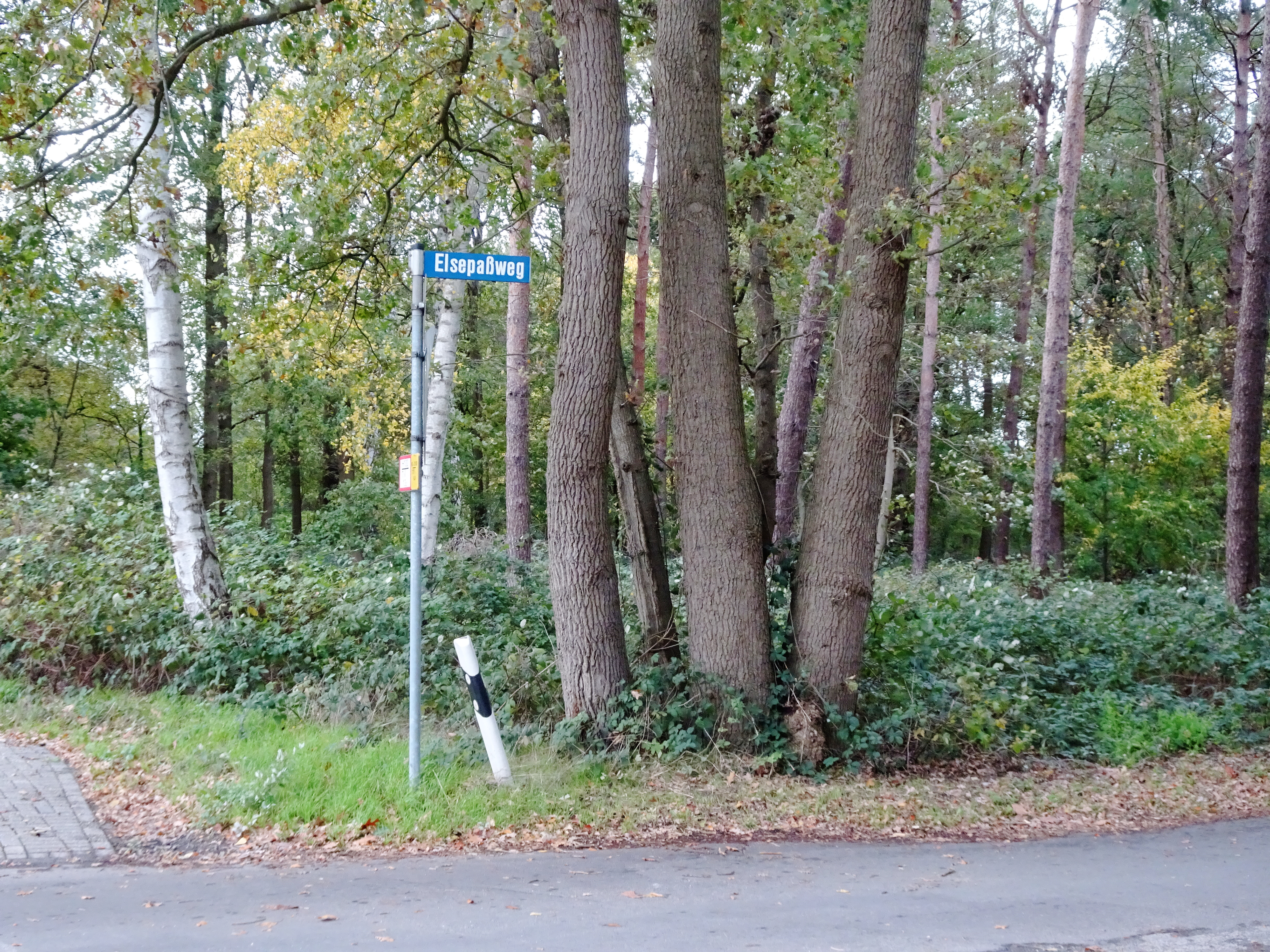
Elsepaßweg
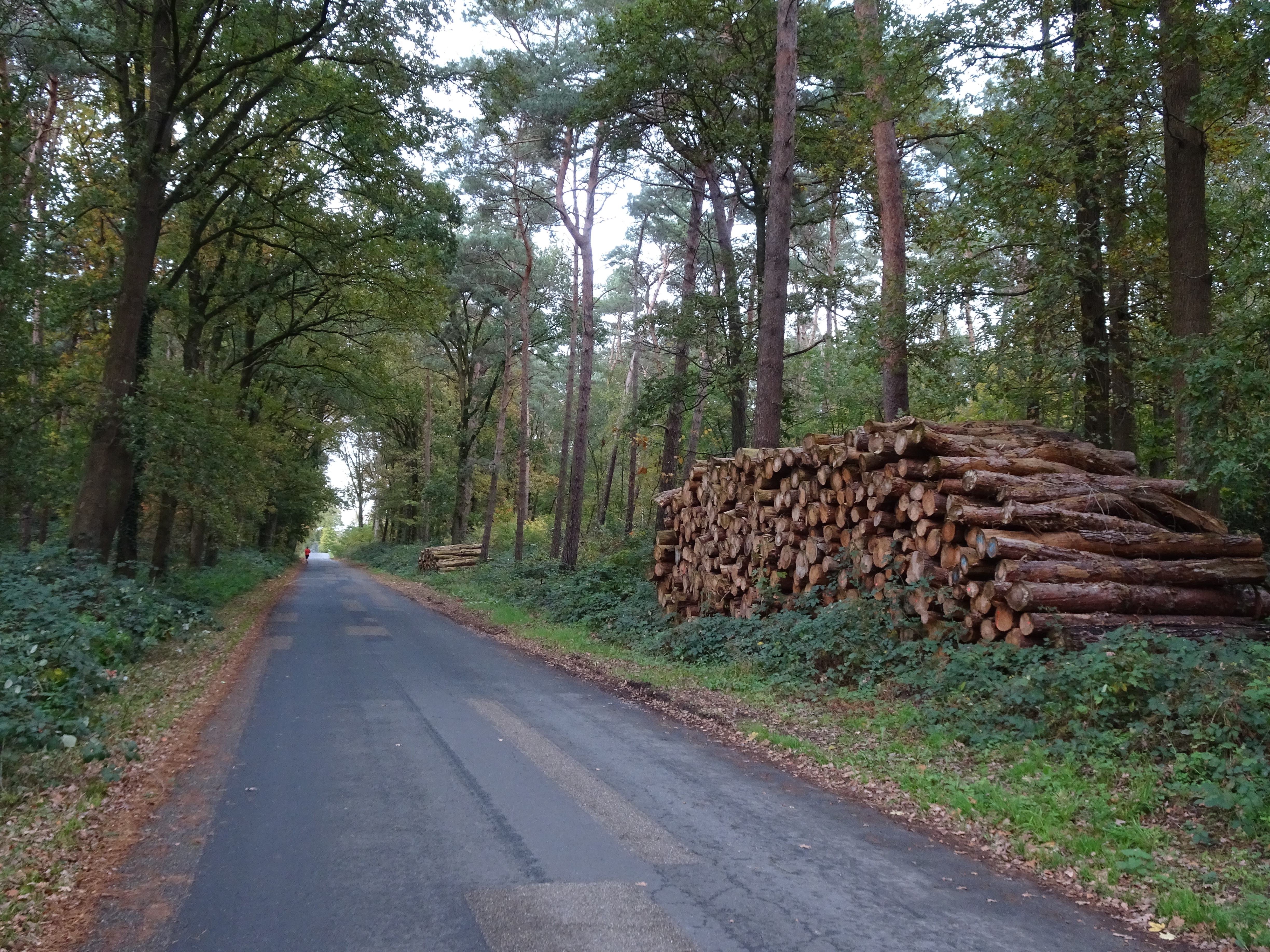
Elsepaßweg
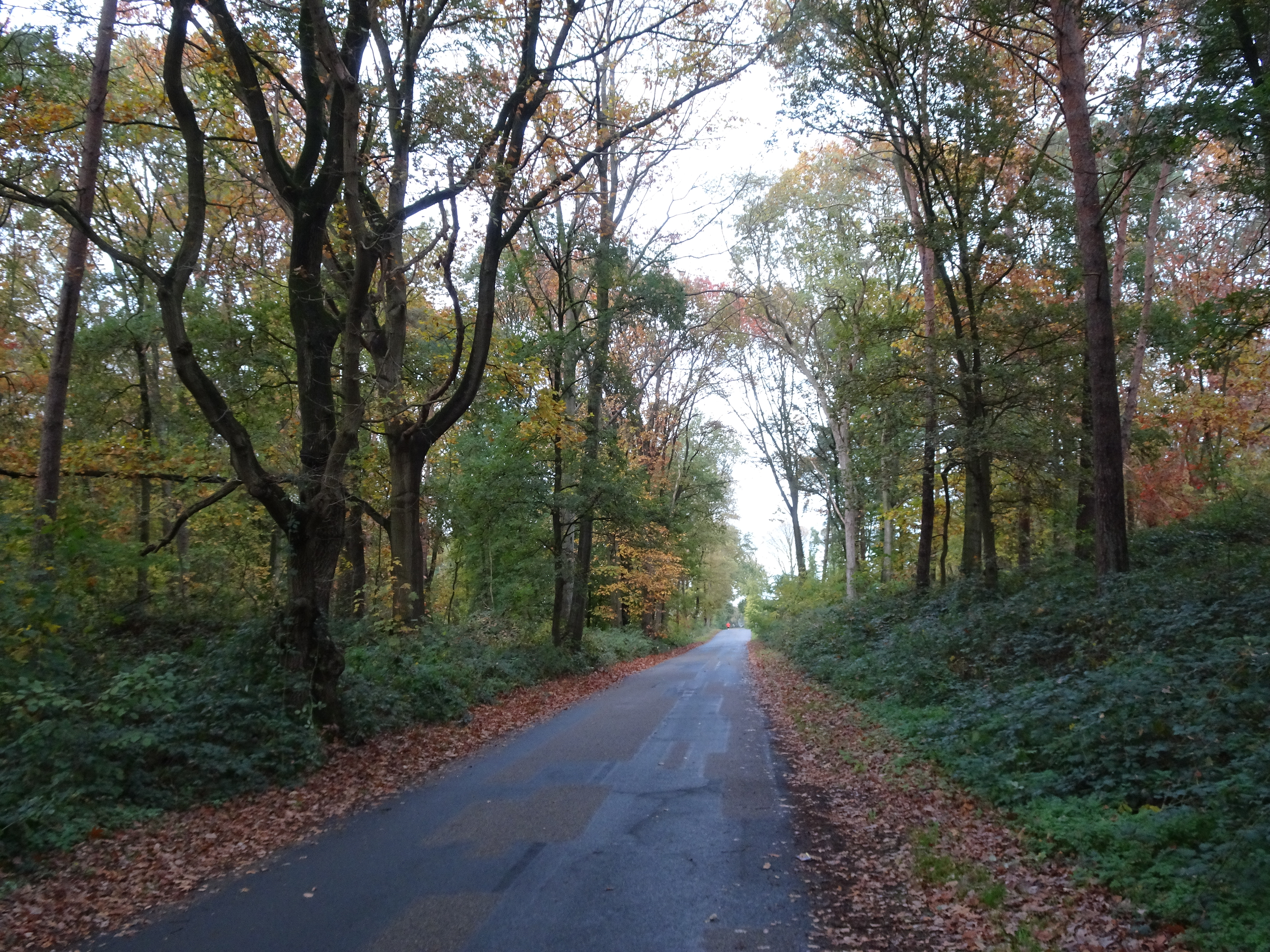
Elsepaßweg

Stadsdelen en kerkdorpen: Altstadt · Borghees · Dornick · Elten · Hüthum · Klein-Netterden · Leegmeer · Praest · Speelberg · Vrasselt

Buurtschappen: Elsepaß · Hoch-Elten